# Blepharicera microps
Blepharicera microps är en tvåvingeart som beskrevs av Peter Zwick 1998. Blepharicera microps ingår i släktet Blepharicera och familjen Blephariceridae. Inga underarter finns listade i Catalogue of Life.